# Tujia

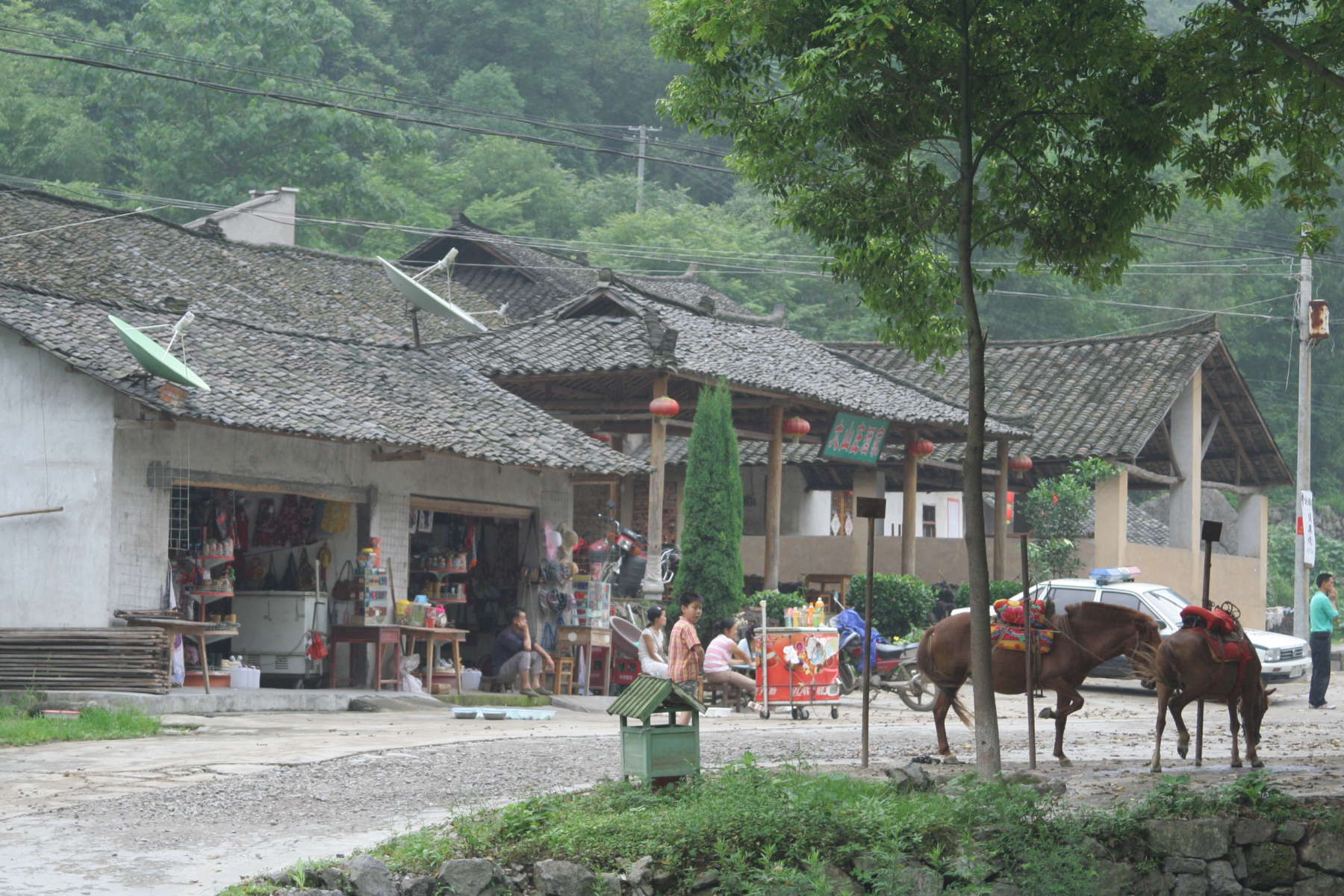
Aldea de Yichang, en Hubei.

Los tujia o tuchia (chino: 土家族; pinyin: Tǔjiā zú) son uno de los 56 grupos étnicos oficialmente reconocidos por el gobierno de la República Popular China. Viven en la zona de las montañas Wuling en las provincias de Hunan y Hubei. Su población aproximada es de 8 millones.

## Idioma
Aunque la gran mayoría utiliza habitualmente el mandarín, existe un idioma tujia. Pertenece al grupo de lenguas tibeto-birmanas de la familia de lenguas sino-tibetanas y se calcula que lo saben hablar un 3% de esta etnia. Aunque hasta hace poco se ha aceptado que este idioma no tiene un sistema de escritura, el hallazgo de dos libros antiguos entre 2006 y 2007 en la zona donde habita esta etnia han abierto la posibilidad de que, los caracteres desconocidos similares a la grafía china que presentan estos libros, se traten en realidad de caracteres del idioma tujia. 
Además del mandarín y el tujia se utiliza también el idioma de los miao.

## Historia
Existen diferentes versiones sobre el origen de este pueblo y no se conoce con exactitud cual es la más real. Según una de estas versiones, sus orígenes se sitúan en el antiguo pueblo ba que ocupó la zona de la actual municipalidad de Chongqing hace unos 2500 años. Con el paso de los siglos, los tujia entraron en contacto directo con los han. A partir de la dinastía Qing la asimilación de los tujia se hizo cada vez mayor, lo que significó el inicio de la desaparición de la cultura tujia.

## Cultura
Los tujia se encargan de tejer sus propios vestidos tradicionales y son famosos por la calidad de sus brocados. Las mujeres suelen vestir chaquetas abrochadas al lado izquierdo con manga corta y faldas largas. Recogen su cabello en un moño alto que decoran envolviendo con una tela. Los hombres visten chaquetas cortas abrochadas frontalmente con numerosos botones. Envuelven su cabello con telas que pueden ser blancas o rojas. 
En la antigüedad, los tujia elegían libremente a sus parejas para contraer matrimonio. Esta costumbre desapareció para dar paso a los matrimonios concertados por los padres en función de intereses económicos. Con la proclamación de la República Popular, en 1949, este tipo de matrimonios por dinero quedó prohibido por ley.
Los tujia tienen algunas costumbres perculiares. Las chicas jóvenes no pueden sentarse cerca de los visitantes masculinos. Los hombres no pueden entrar en una casa llevando cubos vacíos. Durante las ceremonias religiosas, los gatos se tienen que mantener alejados del lugar del ritual ya que se considera que sus maullidos traen mala suerte.

## Religión
Desde tiempos ancestrales, los tujia han adorado al tigre blanco y todas las familias de esta etnia tienen una figura de un tigre en sus casas. Recientemente algunos se han convertido al taoísmo.
También adoran a sus antepasados y a diversos dioses, espíritus y demonios. Destaca su adoración hacia los dioses Fuxi y Nuwa, considerados como los primeros humanos. Cuando se produce una muerte, los sacerdotes acuden al domicilio del finado y realizan una serie de rituales para expulsar a los malos espíritus de la casa.